# Grammitis copelandii
Grammitis copelandii är en stensöteväxtart som beskrevs av Tard. Grammitis copelandii ingår i släktet Grammitis och familjen Polypodiaceae. Inga underarter finns listade.